# La Merced (Salta)
Pour les articles homonymes, voir La Merced.
La Merced est une localité argentine située dans la province de Salta et dans le département de Cerrillos.

## Démographie
Elle comptait 5 084 habitants (Indec, 2001), ce qui représente une augmentation de 41,5 % par rapport aux 3 594 habitants (Indec, 1991) du recensement précédent.

## Géographie
Il s'agit d'une importante localité située à l'ouest de la vallée de Lerma, pratiquement à l'endroit où ladite vallée rejoint les vallées de Calchaquíes dont elle constitue traditionnellement la porte nord. On y accède par la RN 68 et ensuite par la RP 33, elle est également communiquée avec la ville de Salta et avec Cafayate par une branche du chemin de fer General Manuel Belgrano.

## Sismologie
La sismicité de la province de Salta est fréquente et de faible intensité, avec un silence sismique de séismes moyens à graves tous les 40 ans.
- Séisme de 1930 : bien que de telles catastrophes géologiques se produisent depuis la préhistoire, le séisme du 24 décembre 1930[1], a marqué une étape importante dans l'histoire des événements sismiques à Jujuy, classé 6,4 sur l'échelle de Richter. Mais même en prenant les meilleures précautions nécessaires et/ou en restreignant les codes de construction, aucun changement ne s'est fait ressentir[2]
- Séisme de 1948 : séisme qui s'est produit le 25 août 1848 et qui est classé 7,0 sur l'échelle de Richter, il a détruit des bâtiments et ouvert de nombreuses fissures dans de vastes zones[1],[2]
- Séisme de 2010 : apparu le 27 février 2010 et classé 6,1 sur l'échelle de Richter.